# كارلوس إدواردو (فنان قتال مختلط)
كارلوس إدواردو هو فنان قتال مختلط برازيلي، ولد في 9 ديسمبر 1981 في فورتاليزا في البرازيل.

## وصلات خارجية
- كارلوس إدواردو على موقع شيردوغ (الإنجليزية)
- كارلوس إدواردو على موقع IMDb (الإنجليزية)